# جيرارد آفييس
جيرارد آفييس (بالهولندية: Gerard Aafjes)‏ هو لاعب كرة قدم هولندي في مركز الدفاع، ولد في 27 يناير 1985 في دي رونده فينن في هولندا. لعب مع أياكس أمستردام وبي إي سي زفوله ونادي فالكيرك ونادي فايله ونادي فولندام.

## وصلات خارجية
- جيرارد آفييس على موقع قاعدة بيانات كرة القدم.إي يو (الإنجليزية)
- جيرارد آفييس على موقع Soccerbase.com (لاعب) (الإنجليزية)
- جيرارد آفييس على موقع Soccerway.com (الإنجليزية)
- جيرارد آفييس على موقع عالم كرة القدم.نت (الإنجليزية)